# Toki (Klan)

Wappen der Toki (Ballonblume)

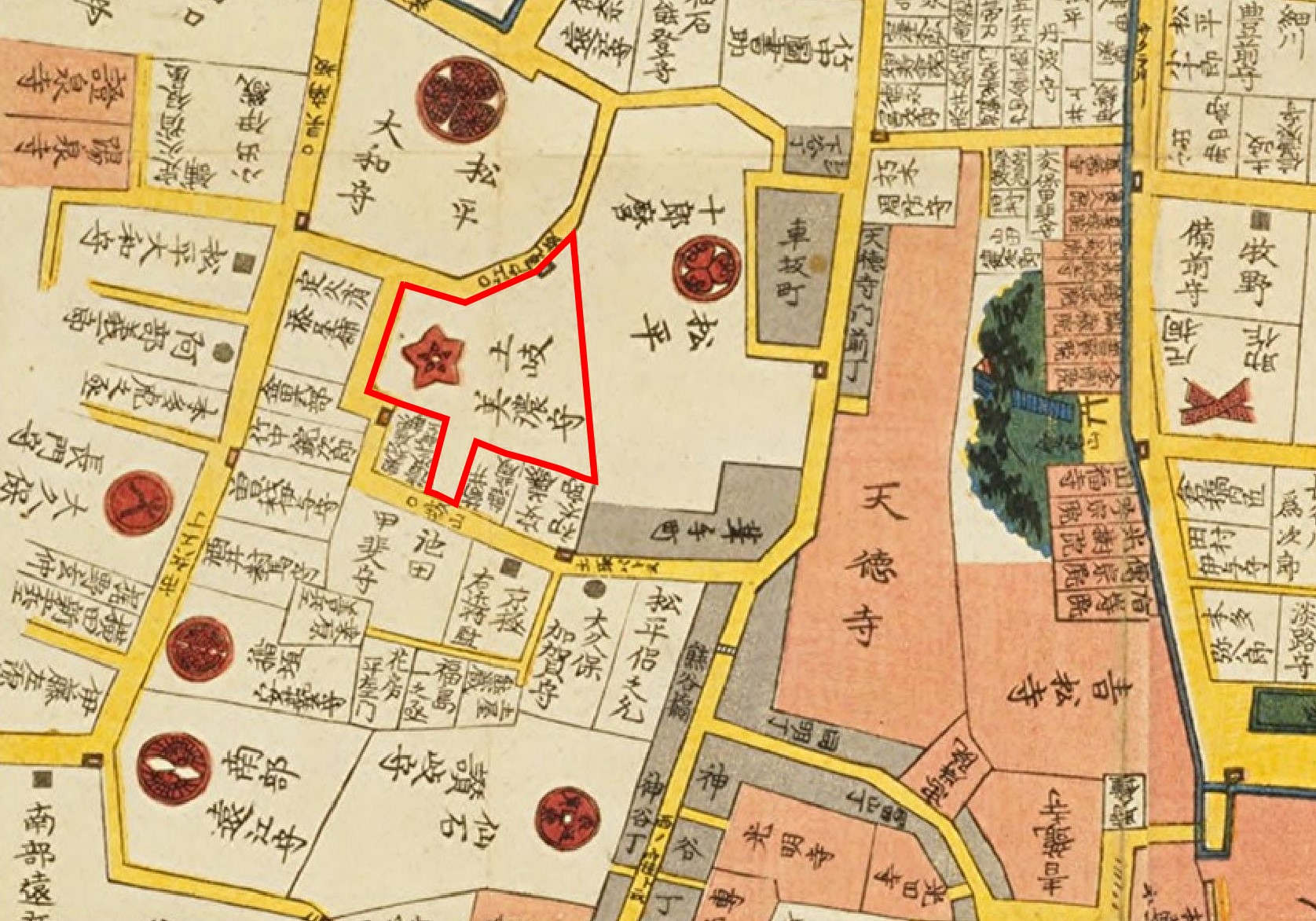
Residenz Toki in Edo

Die Toki (japanisch 土岐氏, Toki-shi) waren eine Familie des japanischen Schwertadels (Buke), die sich von Minamoto no Yorimitsu (944–1021) ableitete. Die weitverzweigten Toki spielten als Fürsten und Feldherren bis zur Sengoku-Zeit eine bedeutende Rolle, in der Edo-Zeit gehörten sie jedoch mit einem Einkommen von 34.000 Koku in Numata (Präfektur Gumma) residierend zu den kleineren Fudai-Daimyō.

## Genealogie
- Mitsunobu (光信; um 1091–1145), Nachkomme Yorimitsus in der vierten Generation, ließ sich im Bezirk Toki (Provinz Mino) nieder und nannte sich dann selbst Toki. Er diente dem Kaiser Go-Toba und führte die Ehrentitel Kebiishi und Dewa no kami. Er ist der Begründer nicht nur der Toki, sondern auch der Akechi, Asano, Funaki, Hidase, Ibi, Osu, Seyasu, Tawara und Toyama.
- Mitsusada (光定; † 1281), Mitsunobus Nachkomme in der vierten Generation.
- Yorisada (頼貞; 1271–1339), ein Sohn Mitsusadas, war auf mütterlicher Seite Enkel von Hōjō Sadatoki, Shikken von Kamakura. Er war berühmt für seine Reitkunst, für Bogenschießen und Gedichtkunst. Er stellte sich auf die Seite der Ashikaga und kämpfte gegen den Südhof.
  - Yoritō (頼遠; † 1342), Yorisadas Sohn, diente Ashikaga Tadayoshi. Er zeichnete sich in der Schlacht von Tatarahama (1336) aus und belagerte Wakiya Yoshisuke in der Burg Somayama (Echizen)[A 1], die er 1339 eroberte. Es kam zu Missverständnissen mit dem Shōgun, die zu seiner Enthauptung 1342 bei Rokujō-gawara (Kyoto)[A 2] führte.
  - Yoriaki (頼明; † 1348), ein Bruder Yoritōs, übernahm die Besitzungen der Familie in der Provinz Mino. Er kam in der Schlacht von Shijō-Nawate um, als er gegen Kusunoki Matsuura kämpfte.
  - Yorikane (頼兼), ein weiterer Bruder der Vorgenannten, stellte sich auf die Seite des Kaisers Go-Daigo, als dieser die Hōjō vernichten wollte. Aber die Rokuhara[A 3] erfuhren von dem Vorhaben, und so wurde Yorikane, zusammen mit seinem Verwandten Tajimi Kuninaga, zum Tode verurteilt.
- Yoriyasu (頼康; 1318–1387), ein Neffe Yorikanes, wurde Oberhaupt aller Toki-Zweigfamilien und erhielt den Titel Mino no kami. Er diente dem Shōgun Ashikaga Yoshiakira und kämpfte gegen den Südhof. Nach dem Tode Ashikaga Takaujis 1358 schor er sein Haupt und nahm den Namen Zenchū an.
- Yasuyuki (康行; † 1404), Neffe und adoptierter Sohn Yoriyasus, herrschte über die Provinzen Mino, Ise und Owari. Als der Shōgun Owari an sich reißen wollte, um es seinem Verwandten Shimada Mitsusada zu geben, weigerte sich Yasuyuki und kämpfte 1389 bis 1391 gegen seinen Vetter bzw. Stiefbruder Yorimasu. Nachdem Friede hergestellt worden war, kämpfte Yasuyuki gegen die Yamana.
- Yorimasu (頼益; 1351–1414), Yoritadas Sohn bzw. Yoriyasus Neffe, erhielt den Befehl, gegen seinen Yasuyuki zu marschieren, den er schlug. Er wurde daraufhin Oberhaupt der Mino-Zweigfamilie und Gouverneur der Provinz.
- Shigeyori (成頼; 1442–1497) folgte 1474 auf seinen Adoptivvater Mochimasu, dem Sohn Yorimasus. Zur Zeit des Ōnin-Krieges stellte er sich auf die Seite von Yamana Sōzen. 1487 eroberte er den südlichen Teil der Provinz Ōmi. 1496 schor er sein Haupt und nahm den Mönchsnamen Sōan (宗安) an. Er starb im folgenden Jahr.
- Masafusa (政房; 1467–1519), Nariyoris Sohn, musste einige Aufstände in seiner Provinz Mino unterdrücken. Das gelang ihm 1518 mit Hilfe von Asakura Takage aus der Provinz Echizen.
- Yoritake (頼武; 1498–1547), ältester Sohn Masafusas, floh wie sein Vater nach Echizen und bat Asakura Yoshikage um Hilfe gegen seine rebellierenden Vasallen.
- Yorinaru (頼芸; 1501–1582), Yoritakes Bruder, errichtete die Burg Ōga[A 4] in Mino. 1542 wurde er von Saitō Hidetatsu geschlagen und floh nach Echizen, wo er in großer Armut lebte.

### Akechi-Zweig
Dieser Zweig der Yorisada-Nachkommen leitet sich von Yorimoto, einem Bruder der oben genannten Yoritō, Yoriaki und Yorikane ab, dem in der dritten Generation Akechi Kunisatsu folgte.
- Sadamasa (定政; 1551–1597), Nachkomme Akechi Kuniatsus, war erst zwei Jahre alt, als er seinen Vater Sadaaki verlor, der 1552 in den Bürgerkriegen fiel, die die Provinz Mino zerrütteten. Seine Mutter brachte ihn in die Provinz Mikawa, wo er von Suganuma Sadamitsu adoptiert wurde. Im Alter von 14 Jahren diente er in der Armee Tokugawa Ieyasus und nannte sich Suganuma Saizō (菅沼藤蔵). 1590 erhielt er Sōma[A 5] (Shimousa) und konnte so an den Ruhm der Toki wieder anknüpfen.
- Sadayoshi (定義; 1579–1618), Sadamasas Sohn, diente Tokugawa Hidetada in seinem Shinano-Feldzug im Jahr 1600 und erhielt Mito (Hitachi). 1617 erhielt er Takatsuki (Settsu) mit 30.000 Koku. Seine Nachkommen residierten ab 1619 in Sōma (Shimousa), ab 1627 in Kaminoyama (Dewa), ab 1692 in Nooka[A 6] (Echizen), ab 1712 in Tanaka[A 7] (Suruga) und von 1742 bis 1868 in Numata (Kōzuke) mit 35.000 Koku. Danach Vizegraf.